# Seznam enot nepremične kulturne dediščine v Občini Pesnica
Seznam enot nepremične kulturne dediščine v Občini Pesnica.

## Seznam
| Slika | Ime                              | Evidenčna številka | Kraj                 | Leto razglasitve | Vrsta spomenika  | Tip spomenika              | Časovna uvrstitev    | Opis |
| ----- | -------------------------------- | ------------------ | -------------------- | ---------------- | ---------------- | -------------------------- | -------------------- | --- |
|       | Kip sv. Janeza Nepomuka          | 6658               | Dolnja Počehova      |                  |                  | sakralna stavbna dediščina | konec 19. stoletja   | Kip svetnika stoji na kvadratnem podstavku. V desni roki drži križ s Križanim, leva roka manjka. Na dodatnem podstavku je napis T.B.T. in slabo vidna letnica 1850 ali 1870. Kip stoji v bližini hiše Dolnja Počehova št. 33.                                                                       |
|       | Lopičeva kapelica                | 25559              | Dolnja Počehova      |                  |                  | sakralna stavbna dediščina | konec 18. stoletja   | Kapelica pravokotnega tlorisa je pokrita z opečno dvokapnico. Je zaprtega tipa, polkrožen vhod je zaprt s kovanimi vratnicami, ob strani je polkrožna niša z novejšo poslikavo. Kapelica je v osnovi iz 18. stoletja (1775). Kapelica stoji v bližini hiše Dolnja Počehova št. 10a.                 |
|       | Zidanica Dragučova 36            | 6020               | Dragučova            | 1992.            | lokalnega pomena | profana stavbna dediščina  | 19. stoletje         | Zidana, pritlična, podkletena stavba z dekorativno izrezljano leseno verando v zatrepnem delu. Pokriva jo dvokapna opečna streha. Vinogradniška stavba je bila zgrajena v 19. stol. |
|       | Hiša Drankovec 24                | 25648              | Drankovec            |                  |                  | profana stavbna dediščina  | 18. stoletje         | Pritlična podkletena iz kamna grajena hiša s šestosno vhodno fasado je krita s strmo dvokapno opečno streho. Polkrožno zaključena kamnita portala na severni in južni strani. Okna imajo kovane mreže. Bogata poznobaročna fasadna profilacija.                                                     |
|       | Hiša Drankovec 8                 | 25742              | Drankovec            |                  |                  | profana stavbna dediščina  | sredina 18. stoletja | Pritlična lesena ometana stavba, krita s strmo dvokapno opečno streho, ima tradicionalno razporeditev vinogradniške stavbe: stanovanjski del, prostor z leseno prešo ter obokano vinsko klet. Na nosilnem tramu sobe so letnice 1741, 1867, 1906.                                                   |
|       | Hiša Gačnik 14                   | 25649              | Gačnik               |                  |                  | profana stavbna dediščina  | sredina 19. stoletja | Pritlična podkletena hiša s sedemosno vhodno fasado je krita s strmo dvokapno opečno čopasto streho. V srednji osi je kamniti vhodni portal, datiran z letnico 1844. |
|       | Kip sv. Janeza Nepomuka          | 7785               | Gačnik               |                  |                  | sakralna stavbna dediščina | sredina 19. stoletja | Kip sv. Janeza Nepomuka iz sredine 19. stol., postavljen na kamnit podstavek, okrašen z motivom rozete in keliha. Roki sta poškodovani. Kip stoji jugovzhodno od hiše Gačnik št. 53. |
|       | Spominska plošča                 | 7826               | Gačnik               |                  |                  | memorialna dediščina       | konec 20. stoletja   | Pritlična, predelana stanovanjska hiša s spominsko ploščo posvečeno postojanki Lackovega odreda. Plošča je pritrjena na gospodarskem poslopju Gačnik št. 53. |
|       | Želova kapelica                  | 7775               | Gačnik               |                  |                  | sakralna stavbna dediščina | začetek 19. stoletja | Kapelica zaprtega tipa je pravokotnega tlorisa s polkrožnim oltarnim zaključkom in ožjim zgornjim delom s segmentno nišo nad vhodom. Datirana je z letnico 1803 nad polkrožnim portalom. Kapelica stoji pri hišei Gačnik št. 49.                                                                    |
|       | Cerkev sv. Marije                | 3028               | Jareninski Dol       | 1964.            | lokalnega pomena | sakralna stavbna dediščina | začetek 12. stoletja | Cerkev, prvič omenjeno 1135, sestavljajo poznogotska ladja (1546) in prezbiterij, renesančni zvonik s kamnito streho (1548) in baročni kapeli. Oprema je delo J. Strauba (1755) in J. Holzingerja (1768).                                                                                           |
|       | Hiša Jareninski Dol 42           | 25655              | Jareninski Dol       |                  |                  | profana stavbna dediščina  | začetek 19. stoletja | Visokopritlična podkletena hiša, krita s strmo dvokapno čopasto opečno streho, ima kamnito dvostrano zunanje stopnišče. Vhodni kamniti portal je polkrožno zaključen, datiran z letnico 1827 v temenskem sklepniku.                                                                                 |
|       | Hiša Jareninski Dol 64           | 7797               | Jareninski Dol       |                  |                  | profana stavbna dediščina  | konec 18. stoletja   | Zidana pritlična kmečka hiša s poznobaročno fasado je krita s strmo opečno čopasto dvokapnico. Vhodni kamnit portal je datiran z letnico 1797. |
|       | Kostnica sv. Mihaela             | 3029               | Jareninski Dol       | 1964             | lokalnega pomena | sakralna stavbna dediščina | 12. stoletje         | Baročno predelana, romanska, dvoetažna, valjasta stavba z apsido, pokrita z opečno stožčasto streho. Širok vhod v vrhnjo etažo, notranjost obokana. |
|       | Pokopališka kapela               | 22594              | Jareninski Dol       |                  |                  | sakralna stavbna dediščina | sredina 19. stoletja | Kapela okroglega tlorisa je pokrita s pločevinasto kupolasto streho. Sprednji del kapele se odpira s stebri, med katerimi je kovana ograja.V notranjščini so nagrobniki duhovnikov in padlih vojakov v 1. svetovni vojni, sarkofag in kip Križanega.                                                |
|       | Vaško jedro                      | 7761               | Jareninski Dol       |                  |                  | naselbinska dediščina      | 10. stoletje         | Strnjeno jedro vasi se je razvilo ob župnijski cerkvi in šoli. Stavbe so razen šole pritlične in visokopritlične, pretežno iz 19. stoletja. Začetki vasi segajo v zgodnji srednji vek. |
|       | Znamenje                         | 7778               | Jareninski Vrh       |                  |                  | sakralna stavbna dediščina | sredina 17. stoletja | Kamnito znamenje iz 17. stol. sestavljajo slopasti steber kvadratnega prereza, prizmatična hišica s polkrožnimi nišami in masivna zvonasta kamnita streha s križem. |
|       | Hiša Jelenče 4                   | 7798               | Jelenče              |                  |                  | profana stavbna dediščina  | 19. stoletje         | Zidana, pritlična in delno podkletena hiša je iz 19. stol. Pod širokim enostranskim napuščem so vhodi v klet in v stanovanjski del hiše. Na hiši je spominska plošča, posvečena štirim padlim partizanom.                                                                                           |
|       | Hajnžičeva kapelica              | 3163               | Kušernik             |                  |                  | sakralna stavbna dediščina | začetek 20. stoletja | Neogotska kapelica Karmelske Matere božje iz leta 1909 z zvonikom nad rizalitno izstopajočo glavno fasado ima tloris v obliki trilista. V notranjščini so sočasne poslikave štirih evangelistov in sv. Duha na stropu. Kapelica stoji pri hiši Kušernik št. 24                                      |
|       | Zidanica Kušernik 24             | 6021               | Kušernik             | 1992             | lokalnega pomena | profana stavbna dediščina  | 20. stoletje         | Visokopritlično zidano, podkleteno stavbo 20. stol. z bogato fasadno profilacijo pokriva opečna dvokapnica. Njena notranjost je razdeljena na bivalni del in gospodarski prostor z odprtim ostrešjem in prešo.                                                                                      |
|       | Gomilno grobišče                 | 1264               | Ložane               | 1992             | lokalnega pomena | arheološka dediščina       | rimska doba          | Štiri, verjetno rimskodobne, dobro ohranjene gomile. Neraziskano. |
|       | Vaško jedro                      | 1260               | Ložane               | 1992             | lokalnega pomena | naselbinska dediščina      | konec 19. stoletja   | Ambient domačij v gruči z zidanimi kmečkimi hišami in gospodarskimi poslopji z domiselno oblikovanimi opečnimi zračnimi mrežami. V središču stoji kapelica. |
|       | Cerkev sv. Marjete               | 3161               | Pernica              | 1992             | lokalnega pomena | sakralna stavbna dediščina | konec 14. stoletja   | Cerkev je prvič omenjena v 14. stol., po porušitvi 1532 je bila 1567 znova pozidana. Sestavljajo jo zvonik, ladja, prezbiterij in baročna zakristija. Notranjščina je baročno obokana, oprema je baročna. V južni steni sta vzidana rimskodobna kamna.                                              |
|       | Vaško jedro                      | 1261               | Pernica              | 1992             | lokalnega pomena | naselbinska dediščina      | sredina 19. stoletja | Vaško jedro, razdeljeno z reko Pesnico: na desnem bregu in južnih obronkih vzpetin je razloženi del; na levem bregu je strnjeni del, formiran ob dominantni cerkvi sv. Marjete. Ob šoli, gostilni in trgovini prevladujejo domačije s pritličnimi hišami.                                           |
|       | Znamenje                         | 5987               | Pernica              | 1992             | lokalnega pomena | sakralna stavbna dediščina | 18. stoletje         | Baročno trikotno znamenje je členjeno s polkrožnimi nišami v vseh treh stranicah ter s talnim in podstrešnim zidcem. Znamenje stoji blizu hiše Pernica št. 47. |
|       | Gostilna Pesnica pri Mariboru 50 | 25660              | Pesnica pri Mariboru |                  |                  | profana stavbna dediščina  | sredina 19. stoletja | Pritlična podkletena hiša z osemosno vhodno fasado, krita s strmo dvokapno opečno streho. V levem delu je bila gostilna, v desnem trgovina, ohranjena je notranjščina z opremo in pohištvom. Za hišo je večje nekoliko predelano gospodarsko poslopje.                                              |
|       | Hiša Pesnica pri Mariboru 18     | 7804               | Pesnica pri Mariboru |                  |                  | profana stavbna dediščina  | sredina 19. stoletja | Zidana nadstropna podkletena stanovanjska hiša, iz druge polovice 19. stoletja, je stavba nekoč večjega vinogradniškega posestva. |
|       | Hiša Pesnica pri Mariboru 37     | 25659              | Pesnica pri Mariboru |                  |                  | profana stavbna dediščina  | sredina 19. stoletja | Enonadstropna podkletena hiša s poudarjeno značilno leseno, tesarsko lepo izvedeno verando na cestni strani je krita s strmo dvokapno opečno streho. Fasado členijo maltaste okenske obrobe in rustika v pritličju. Originalna vrata in stavbno pohištvo.                                           |
|       | Dvorec Pesniški Dvor             | 7770               | Pesniški Dvor        |                  |                  | profana stavbna dediščina  | 17. stoletje         | Baročna enonadstropna zgradba s prizidano kapelo pravokotnega tlorisa. V notranjščini so stanovanjski prostori s stropovi, ki imajo razgibane štukaturne okvire, vežo pa pokriva dekorativen lesen strop. Dvorec stoji v Pesniškem Dvoru št. 3.                                                     |
|       | Domačija Bračko                  | 7808               | Počenik              |                  |                  | profana stavbna dediščina  | konec 19. stoletja   | Domačijo sestavljajo zidana pritlična podkletena stanovanjska hiša, večje gospodarsko poslopje z opečnimi mrežami, kolarnica, žaga in vodnjak. Kamnit kletni portal ima letnico 1887. Domačija stoji v Počenik št. 26.                                                                              |
|       | Znamenje                         | 24768              | Počenik              |                  |                  | sakralna stavbna dediščina | začetek 19. stoletja | Kamniti kip Marije z detetom v naročju na stebru, na katerem je napis in letnica nastanka 1818. Domačija stoji ob hiši Počenik št. 14. |
|       | Jareninski dvor                  | 7771               | Polički Vrh          | 2004.            | lokalnega pomena | profana stavbna dediščina  | sredina 11. stoletja | Dvor, omenjen 1074, sedež posesti admontskega samostana v Podravinju. V 17. stol. spremenjen v baročni dvorec s tlorisom v T, s strmo streho s strešnim stolpičem kapele, gospodarsko poslopje v L. V območju parka več poslopij in kostanjev drevored.                                             |
|       | Lukavičeva kapelica              | 7779               | Polički Vrh          |                  |                  | sakralna stavbna dediščina | konec 18. stoletja   | Kapelica z apsidalnim zaključkom in odprtim preddverjem, slonečim na štirih okroglih stebrih. Je značilna arhitektura s konca 18. stol. Kapelica stoji pri hiši Polički Vrh št. 40. |
|       | Domačija Ranca 9                 | 7809               | Ranca                |                  |                  | profana stavbna dediščina  | sredina 19. stoletja | Domačijo sestavljajo zidana visokopritlična podkletena stanovanjska hiša, večje gospodarsko poslopje z opečnimi mrežami ter poslopje s prešo. Kamnit pravokotno oblikovan portal nosi letnico 1848.                                                                                                 |
|       | Hiša Ranca 15                    | 7810               | Ranca                |                  |                  | profana stavbna dediščina  | začetek 19. stoletja | Zidana pritlična podkletena stavba z dvokapno opečno streho na čop, zgrajena v 1. polovici 19. stoletja. Pred vhodom s kasetiranimi vrati je dvoramno pokrito stopnišče. Ob bivalnem delu je gospodarski del z odprtim ostrešjem, kjer je bila preša.                                               |
|       | Hiša Ranca 22                    | 7811               | Ranca                |                  |                  | profana stavbna dediščina  | konec 18. stoletja   | Zidana pritlična podkletena stanovanjska stavba je krita s strmo opečno čopasto dvokapnico. Hiša je datirana z letnico 1796 v temenskem sklepniku kamnitega polkrožno zaključenega vhodnega portala.                                                                                                |
|       | Zidanica Ročica 43               | 78121              | Ročica               |                  |                  | profana stavbna dediščina  | sredina 19. stoletja | Zidano, nadstropno, podkleteno stavbo, gosposko zidanico, pokriva strma opečna dvokapnica. Kamnit kletni portal je datiran z letnico 1849. V stavbo vodita dva vhoda: v klet in bivalne prostore ter prešo.                                                                                         |
|       | Hiša Spodnje Hlapje 12           | 7814               | Spodnje Hlapje       |                  |                  | profana stavbna dediščina  | sredina 18. stoletja | Leseno in ometano nekdanjo viničarijo, grajeno v kladni konstrukciji, pokriva strma opečna čopasta dvokapnica. Hiša je podkletena z obokano kletjo. Na tramu v hiši je vrezana letnica 1753. |
|       | Mulčeva kapela                   | 18347              | Spodnje Hlapje       |                  |                  | sakralna stavbna dediščina | začetek 20. stoletja | Kapela pravokotnega tlorisa s poligonalno zaključenim prezbiterijem in zvonikom nad vhodno fasado. Neogotske odprtine. Na fasadi poslikani niši in kipa svetnikov. Oltar v poslikani notranjščini. Postavljena 1914. Kapela stoji v bližini hiše Spodnje Hlapje št. 24.                             |
|       | Znamenje                         | 7780               | Spodnje Hlapje       |                  |                  | sakralna stavbna dediščina | konec 17. stoletja   | Na kamnitem slopastem stebru je hišica z visokimi, plitvimi polkrožnimi nišami. Na hišici je kamnita piramidasta streha. Izrazito manieristično znamenje je iz leta 1672. |
|       | Cerkev sv. Jakoba                | 3021               | Spodnji Jakobski Dol |                  |                  | sakralna stavbna dediščina | konec 14. stoletja   | Gotska enoladijska zgradba iz 14. stol. je bila predelana leta 1535. Prizidani baročni kapeli in prezbiterij, gotski zvonik kasneje nadgrajen. Baročni oboki in oprema. V zunanjo steno je vzidan rimski epitaf.                                                                                    |
|       | Hiša Spodnji Jakobski Dol 22     | 25743              | Spodnji Jakobski Dol |                  |                  | profana stavbna dediščina  | 19. stoletje         | Pritlična lesena ometana stavba, krita s strmo dvokapno opečno čopasto streho s širokimi napušči, ima tradicionalno razporeditev vinogradniške stavbe: stanovanjski del, prostor z leseno prešo ter vinsko klet. Lepo oblikovana dvokrilna vrata.                                                   |
|       | Hiša Spodnji Jakobski Dol 7      | 29643              | Spodnji Jakobski Dol |                  |                  | profana stavbna dediščina  | konec 18. stoletja   | Pritlična, podkletena hiša s podstrešnima sobama. Prostor črne kuhinje je preurejen v delavnico. Na kamnitem ločnem portalu je letnica 1790. V njej je živelo nekaj lokalno in širše pomembnih ljudi (učitelji, družina Vauhnik).                                                                   |
|       | Kip sv. Janeza Nepomuka          | 22595              | Spodnji Jakobski Dol |                  |                  | sakralna stavbna dediščina | 19. stoletje         | Na kamnitem podstavku stoji kip sv. Janeza Nepomuka, ki je nastal v 19. stoletju. Kip je poškodovan - brez glave in križa. Kip stoji v bližini domačije Spodnji Jakobski Dol št. 36. |
|       | Rimski nagrobnik                 | 7766               | Spodnji Jakobski Dol |                  |                  | arheološka dediščina       | rimska doba          | Vzidan rimski marmorni nagrobnik CIL III 5316 (AIJ 119). |
|       | Vaško jedro                      | 7762               | Spodnji Jakobski Dol |                  |                  | naselbinska dediščina      | 16. stoletje         | Strnjeno vaško jedro se je razvilo ob župnijski cerkvi in šoli. Hiše so pritlične in nadstropne, pretežno iz 18. in 19. stoletja. Cerkev je bila zgrajena v 16. stoletju, namesto kapele s konca 14. stoletja.                                                                                      |
|       | Hiša Vajgen 8                    | 25665              | Vajgen               |                  |                  | profana stavbna dediščina  | konec 19. stoletja   | Pritlična podkletena hiša, krita z dvokapno salonitno streho. Vhodni portal v srednji osi je kamnit in kamnoseško oblikovan. Fasado členi bogata profilacija. |
|       | Zidanica Vajgen 16               | 25744              | Vajgen               |                  |                  | profana stavbna dediščina  | sredina 19. stoletja | Enonadstropna podkletena, iz kamna zidana, delno lesena stavba, krita z dvokapno opečno čopasto streho, ima tipično razporeditev: bivalni del, prostor z leseno prešo in obokano vinsko klet. Na sklepniku kamnitega kletnega portala je letnica 1861.                                              |
|       | Hiša Vosek 29                    | 25749              | Vosek                |                  |                  | profana stavbna dediščina  | konec 19. stoletja   | Visokopritlična podkletena hiša, krita s strmo opečno dvokapno streho. Klet je obokana. Portali so kamniti, polkrožno zaključeni. Vhodni portal je datiran z letnico 1871. |
|       | Rajsmanova kapela                | 3162               | Vosek                |                  |                  | sakralna stavbna dediščina | konec 19. stoletja   | Opečna kapela iz leta 1889, pravokotnega tlorisa s poligonalno zaključenim prezbiterijem in pločevinastim zvonikom nad fasado. Pločevinasta kritina. Neogotske odprtine. Oltar v notranjščini. Kapelo je v zahvalu Bogu postavil T. H. Reismann. Kapela stoji v bližini hiše Vosek št. 29.          |
|       | Vrbov drevored                   | 16800              | Vosek                |                  |                  | kulturna krajina           | začetek 20. stoletja | Ob začasnem potoku raste drevoredno zasajena vrsta vrbe. Drevesa so stara okoli sto let. |
|       | Čepova kapelica                  | 25560              | Vukovje              |                  |                  | sakralna stavbna dediščina | konec 19. stoletja   | Kapelico z opečno kritino členijo polkrožne odprtine. Vratnice so lesene in kovane, vogali so poudarjeni z lizenami. V notranjosti je oltar s kipom Matere božje z detetom. Postavljena je bila na prelomu 19. in 20. stoletja. Kapela stoji v bližini hiše Vukovje št. 18.                         |
|       | Domačija Behin                   | 25748              | Vukovje              |                  |                  | profana stavbna dediščina  | konec 19. stoletja   | Domačijo sestavljajo pritlična hiša s šestosno vhodno in triosno zatrepno fasado, gospodarsko poslopje, v zatrepu prevotljeno z opečnimi mrežami ter še dve gospodarski poslopji, v enem je vinska klet. Strehe so strme dvokapnice, krite z opeko. Domačija stoji v Vukovju št. 44.                |
|       | Domačija Kravtič                 | 25746              | Vukovje              |                  |                  | profana stavbna dediščina  | konec 19. stoletja   | Domačijo sestavljajo pritlična podkletena hiša, gospodarsko poslopje s tlorisom v obliki črke L, ki je v zatrepu prevotleno z značilnimi opečnimi mrežami ter tri manjša gospodarska poslopja. Strme dvokapne strehe so krite z opeko. Domačija stoji v Vukovju št. 46.                             |
|       | Hiša Vukovje 2                   | 9007               | Vukovje              | 1992             | lokalnega pomena | profana stavbna dediščina  | 16. stoletje         | V čelu sedemosna zidana, pritlična delno podkletena stavba z mansardno streho. Stavba, nekdanji dvorec iz 16. stol. je bila v 19. stol. prezidana v stanovanjsko hišo večjega posestva. |
|       | Hiša Vukovje 5                   | 9008               | Vukovje              | 1992             | lokalnega pomena | profana stavbna dediščina  | 19. stoletje         | Sedemosna zidana, nadstropna, podkletena hiša s poudarjenim triosnim klasicističnim rizalitom je stanovanjsko poslopje nekoč večjega posestva iz 19. stoletja. |
|       | Vinogradniški zaselek Gradišče   | 1262               | Vukovje              | 1992             | lokalnega pomena | kulturna krajina           | 16. stoletje         | Vinogradniški zaselek razloženega naselja Vukovje. Na slemenu ob cesti in nad vinogradi se nizajo viničarije in zidanice, med katerimi izvirajo nekatere iz 16. stol. |
|       | Zavrnikova kapelica              | 25561              | Vukovje              |                  |                  | sakralna stavbna dediščina | začetek 20. stoletja | Kapelica kvadratnega tlorisa, pokrita z opečno kritino in bogato členjenimi fasadami. Zvonik s pločevinasto čebulasto streho nad fasado. Ovalni okni na stranskih fasadah. Polkrožen vhod s kovanimi vratnicami. Poslikana notranjščina, kip Križanega. Kapela stoji v bližini hiše Vukovje št. 57. |
|       | Zidanica Vukovje 77              | 9009               | Vukovje              | 1992             | lokalnega pomena | profana stavbna dediščina  | začetek 17. stoletja | Pritlična kamnita zidanica, krita z opečno dvokapnico. Notranji prostori so tradicionalno razporejeni: vinska klet, preša, bivalni del. Klet je obokana, vhod krasi kamnit portal z letnico 1603. Tudi vhod v pritličje je poudarjen s kamnitim portalom.                                           |
|       | Zidanica Vukovje 78              | 9010               | Vukovje              | 1992             | lokalnega pomena | profana stavbna dediščina  | 16. stoletje         | Pritlična kamnita zidanica, krita z opečno čopasto dvokapnico. Notranji prostori so tradicionalno razporejeni: klet, preša, bivalni del. Vhod v prešo poudarja kamnit portal, posnet na ajdovo zrno. Vhod v bivalni del krasi kamnit portal iz 1831.                                                |
|       | Hiša Vukovski Dol 38             | 25745              | Vukovski Dol         |                  |                  | profana stavbna dediščina  | konec 18. stoletja   | Pritlična podkletena hiša, krita s strmo dvokapno opečno čopasto streho, ima tradicionalno razporeditev stavbe vinogradniškega območja: stanovanjski del, prostor z leseno prešo in obokano vinsko klet. Hiša datirana z letnico 1801 na kletnem portal.                                            |
|       | Hiša Vukovski Dol 39             | 25668              | Vukovski Dol         |                  |                  | profana stavbna dediščina  | 19. stoletje         | Pritlična podkletena hiša s šestosno fasado na vhodni strani je krita s strmo, dvokapno opečno čopasto streho. Vhod v hišo je preko zunanjega stopnišča. V obokano klet vodi polkrožno zaključen portal.                                                                                            |
|       | Zidanica Vukovski Dol 18         | 856                | Vukovski Dol         |                  |                  | profana stavbna dediščina  | 16. stoletje         | Gosposka zidanica, v osnovi iz 16. stoletja, ima značilno razporeditev: obokano vinsko klet, prostor s prešo ter bivalne prostore. Poznogotski kamnoseški detajli so posneti na ajdovo zrno. |
|       | Domačija Vukovski Vrh 38         | 7820               | Vukovski Vrh         |                  |                  | profana stavbna dediščina  | začetek 19. stoletja | Domačijo sestavljata zidana, pritlična, podkletena stanovanjska hiša, datirana z letnico 1836 v temenskem sklepniku kamnitega portala, in gospodarsko poslopje z opečnimi mrežami. |
|       | Hiša Vukovski Vrh 4              | 7819               | Vukovski Vrh         |                  |                  | profana stavbna dediščina  | 19. stoletje         | Zidano, pritlično, podkleteno stanovanjsko hišo s klasicistično oblikovanim vhodnim delom, pokriva strma opečna štirikapnica. Stavba je iz 19. stoletja. |
|       | Jakobski dvor                    | 25669              | Zgornje Hlapje       |                  |                  | profana stavbna dediščina  | 18. stoletje         | Pritlična, podkletena hiša, krita s strmo opečno dvokapnico. Fasado na cestni strani poudarja enoosni rizalit z napisom Jakobski dvor. Stavba je bila 1910 prenovljena (dodan trakt v L, rizalit), a je v osnovi starejša. Južno od hiše je kapelica. Zgradba stoji v Zgornjem Hlapju št. 35.       |
|       | Bregova kapelica                 | 7789               | Zgornji Jakobski Dol |                  |                  | sakralna stavbna dediščina | začetek 20. stoletja | Neogotska kapelica kvadratnega tlorisa z letnico nastanka 1909 v trikotnem fasadnem čelu. Fasade členijo lizene in podstrešni venec. Kapelica stoji v bližini hiše Zgornji Jakobski Dol št. 22. |
|       | Zidanica Zgornji Jakobski Dol 50 | 7822               | Zgornji Jakobski Dol |                  |                  | profana stavbna dediščina  | 19. stoletje         | Zidana, delno podkletena stavba iz 19. stoletja ima značilno razporeditev notranjščine na bivalne prostore in gospodarski del z odprtim ostrešjem, kjer je lesena preša. Vinska klet je obokana. Zraven je pomožno poslopje.                                                                        |
|       | Znamenje                         | 7788               | Zgornji Jakobski Dol |                  |                  | sakralna stavbna dediščina | konec 17. stoletja   | Na kamnitem slopastem stebru stoji prizmatična hišica z visokimi in plitvimi, polkrožno zaključenimi polji. Znamenje je s konca 17. stol. |